# Alaminos (Pangasinan)
Alaminos é uma cidade de quarta classe de renda da cidade na província Pangasinan, nas Filipinas. De acordo com o censo de 1 maio  de  2020 possui uma população de 99 397 pessoas e 25 195 domicílios.